# Трниче
Трниче (словен. Trniče) — поселення в общині Старше, Подравський регіон‎, Словенія.